# Телячий бланкет
Телячий бланке́т, бланкет из телятины (фр. blanquette de veau) — французское мясное блюдо из телятины, белое рагу или стью под белым соусом, приправленным лимоном. Телячий бланкет — классика французской кухни, а также квинтэссенция французской идентичности, одно из тех блюд, что наиболее полно демонстрируют её в современности. По результатам опроса населения, проведённого центром TNS Sofres в 2006 году, телячий бланкет был признан любимым блюдом года во Франции.
Самый древний из сохранившихся рецептов телячьего бланкета датируется 1735 годом. В то время бланкет был домашней едой, блюдом буржуазной кухни, в нём экономно утилизировалась телятина, оставшаяся от предыдущего обеда. Из сырой телятины бланкет стали готовить в последней трети XIX века. В меню открывшегося после пожара на новом месте знаменитого нью-йоркского Delmonico's в 1837 году французский телячий бланкет присутствовал наряду с устричным супом, салатом из цикория и кремовым безе. После Второй мировой войны телячий бланкет обрёл во Франции формальный статус самостоятельного блюда с отварным рисом на гарнир.
В «Кулинарном путеводителе» классик французской кухни Огюст Эскофье привёл три рецепта приготовления бланкета из телятины. Бланкет очень похож на фрикасе, но в отличие от него в бланкете мясо готовится отдельно от соуса, то есть перед тушением в бульоне не обжаривается в сливочном масле. В «старинном» рецепте от Эскофье нарезанную мелкими кусочками телятину из грудинки, плеча и рёбер отваривают в белом бульоне с мирпуа, отдельно к нему подготавливают варёные луковицы и шампиньоны. Белый соус на телячьем бульоне загущивают яичными желтками и приправляют лимонным соком, тёртым мускатом и сливками и протирают над готовым мясом с луком и грибами. Перед подачей готовый бланкет прогревают. Именно на таком пуристски белом варианте телячьего бланкета, полностью соответствующем названию «белое блюдо», настаивал американский шеф-повар Энтони Бурден, считавший это блюдо исключением из правила о необходимости цветовых контрастов в тарелке. У Эскофье имеется полихромный рецепт телячьего бланкета с овощами — отдельно бланшированными сельдереем, артишоками и эндивием, которые добавляют к мясу перед сервировкой. Бланкет готовят также с макаронными изделиями, которые после бланширования доводят до готовности либо с мясом, либо отдельно.
Телячий бланкет — любимое блюдо персонажа Жоржа Сименона комиссара Мегрэ, он упоминается в романах «Мегрэ и виноторговец», «Мегрэ и сумасшедшая», «Промах Мегрэ» и «Друг детства Мегрэ», но потерялся в русских переводах. Бланкет фигурирует в пароле и отзыве суперагента во французской пародийной комедии 2006 года «Агент 117: Каир — шпионское гнездо».